# Samhorodok, Smila
Samhorodok (în ucraineană Самгородок) este o comună în raionul Smila, regiunea Cerkasî, Ucraina, formată numai din satul de reședință.

## Demografie
Componența lingvistică a comunei Samhorodok
     Ucraineană (98,63%)
     Alte limbi (0,68%)
Conform recensământului din 2001, majoritatea populației comunei Samhorodok era vorbitoare de ucraineană (98,63%), existând în minoritate și vorbitori de alte limbi.